# Resonans
Denna artikel handlar om resonans inom fysik. Se även resonans (kemi).

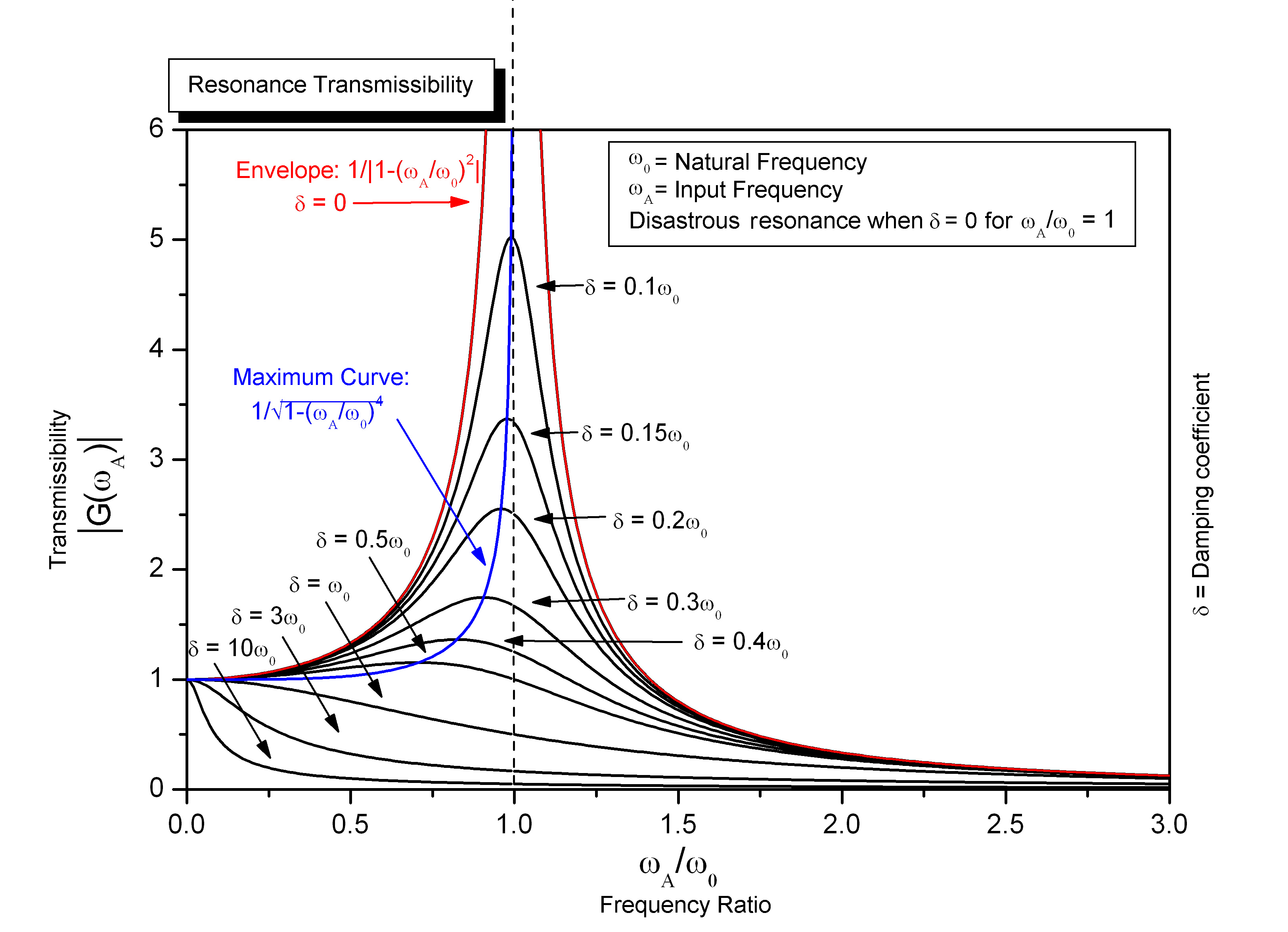
Svängningsamplituder för en harmonisk oscillator som funktion av frekvensen och för olika grader av dämpning

Resonans, även kallat självsvängning eller egensvängning, uppkommer när ett oscillerande eller vibrerande system driver ett annat system till att oscillera med en större amplitud vid en specifik frekvens, resonansfrekvensen. Även en svag periodisk yttre störning (pådrivande kraft) nära det drivna systemets egenfrekvens kan leda till att systemets svängningsamplitud, accelerationer och energiinnehåll ökar betydligt. Ökningen beror av frekvensen och är maximal då frekvensen är nära det odämpade drivna systemets egenfrekvens. Vid resonans kan stora energimängder överföras av det drivande systemet till det drivna systemet, vilket kan leda  till skador eller driftstörningar.
Ett villkor för resonans är att det drivna systemet är i stånd att lagra och med små förluster kan överföra energi mellan två eller flera lagringssätt (till exempel kinetisk energi och potentiell energi som i fallet med en pendel). Det finns dock vissa förluster från cykel till cykel, vilka kallas dämpning. När dämpningen är liten, är resonansfrekvensen ungefär lika med det drivna systemets egenfrekvens. Vissa system har flera, distinkta, resonansfrekvenser. Resonansfenomen inträffar med alla typer av vibrationer eller vågor: det finns till exempel mekanisk resonans, akustisk resonans och elektromagnetisk resonans.
Resonanser har stor teknisk betydelse, bland annat ur säkerhetssynpunkt. Resonanssystem kan användas för att generera vibrationer av en viss frekvens (till exempel i musikinstrument), eller skilja ut specifika frekvenser från vibrationer som innehåller många frekvenser (som i ett filter). Om exempelvis en stämgaffel sätts i svängning och hålls mot ett bord, förstärks ljudet om någon av bordets egenfrekvenser ligger tillräckligt nära stämgaffelns frekvens.
Den exakta reaktionen vid resonans, speciellt för frekvenser långt från resonansfrekvensen, beror på det fysiska systemets detaljer och är oftast inte exakt symmetrisk kring resonansfrekvensen, vilket illustreras av den enkla harmoniska oscillatorn. För en lätt dämpad linjär oscillator med resonansfrekvensen Ω som drivs med frekvensen ω, approximeras ofta intensiteten av svängningarna med en formel som är symmetrisk kring resonansfrekvensen: 
{\displaystyle I(\omega )\propto {\frac {\left({\frac {\Gamma }{2}}\right)^{2}}{(\omega -\Omega )^{2}+\left({\frac {\Gamma }{2}}\right)^{2}}}}
Intensiteten definieras som kvadraten på amplituden hos oscillationerna och är cauchyfördelad och denna respons förekommer i många fysiskaliska situationer som innefattar resonanssystem. Γ är en parameter som är beroende av  oscillatorns dämpning och är känd som linjebredden vid resonans. Kraftigt dämpade oscillatorer tenderar att ha stora linjebredder och reagerar på ett större intervall  av  drivande frekvenser runt resonansfrekvensen. Linjebredden är omvänt proportionell mot Q-faktorn, som är ett mått på resonansens skärpa (resonanskurvans bredd).

## Strängresonans
En sträng som vibrerar kan sätta andra strängar i resonans. Exempelvis har A-strängen vid 440 Hz en tendens att förmå E-strängen vid 330 Hz att röra sig, eftersom båda har en överton vid 1320 Hz (3:e övertonen hos A och 4:e övertonen hos E). 
Koto och Nyckelharpa är instrument som använder denna effekt. Speciella strängar kan användas för effekten och dessa kallas resonanssträngar.